# Стрельцов, Александр Александрович
Стрельцов Александр Александрович  (7 марта 1975, Запорожье, СССР) — легкоатлет, бобслеист представлявший Украину, Швейцарию, Южную Корею. Участник зимних Олимпийских игр 2002 года в Солт-Лейк-Сити, чемпион мира, серебряный призёр чемпионатов мира и Европы по бобслею.
С 2011 года на тренерской работе. Тренировал сборные Швейцарии, Южной Кореи, России по бобслею. Тренер по общефизической подготовке футбольных клубов «Металлург» (Запорожье, 2013—2015), «Заря» (Бельцы, с 2015).

## Биография
Александр Стрельцов родился 7 марта 1975 года в Запорожье. В 1997 году закончил Запорожский государственный университет. Специальность — тренер по лёгкой атлетике.

## Выступления за Украину
В 1984 году Александр поступил в СДЮШОР «Металлург» по лёгкой атлетике. Мастер спорта международного класса. Восьмикратный чемпион Украины в спринтерском беге на 60-100 метров. Привлекался в сборную команду Украины. В 1994 году принимал участие в Чемпионате мира по лёгкой атлетике среди юниоров. В 1996 году участвовал в Чемпионат Европы по лёгкой атлетике в помещении (на дистанциях 60 м и 200 м). Тренировал Александра его брат — 22-кратный чемпион Украины по лёгкой атлетике (спринт, прыжки в длину), чемпион и призёр чемпионатов СССР, мастер спорта международного класса, Игорь Александрович Стрельцов. В 2000 году Александр завершил карьеру в лёгкой атлетике.
С 2001 принят в состав олимпийской сборной команды Украины по бобслею, был лучшим разгоняющим сборной. В 2002 году стал бронзовым призёром чемпионата Европы (Оберхоф, Германия) и вице-чемпионом мира (Гронинген, Голландия). В том же году отправился защищать честь страны на зимних Олимпийских Играх в Солт-Лейк-Сити, но их двухместный экипаж, управляемый пилотом Александром Иванишиным, финишировал лишь 34-м.

## Выступления за Швейцарию
С 2004 по 2008 выступал за олимпийскую сборную команду Швейцарии, где соревновался в составе экипажей таких именитых пилотов, как Иво Рюэгг и Мартин Галликер, а также был тренером по физической подготовке и спринтерскому бегу команды Швейцарии. Завоевал золото и серебро чемпионата мира по боб-стартам в немецком Ильзенбурге (2006). На чемпионате мира по бобслею в швейцарском Санкт-Морице в 2007 выступал в двойке вместе с Иво Рюэггом и завоевал серебро, однако, травмировавшись, не участвовал в финальном заезде (вместо Александра выступил Томми Херцог). В 2008 году стал серебряным призёром европейского первенства в итальянской Чезана-Торинезе.
В 2008 году вместе с Мартином Галликером был оштрафован швейцарской антидопинговой палатой на 1000 франков и отстранён от соревнований сроком на один год — причиной тому послужили неоднократные отказы от прохождения допинг-тестов.
Перед Олимпиадой 2010 года в Ванкувере был готов вернуться в украинскую сборную, однако спортивные функционеры Украины решили не посылать своих бобслеистов на эти соревнования.

## Выступления за Южную Корею
В 2009—2010 — член олимпийской сборной команды Южной Кореи (разгоняющий), а также тренер по физической подготовке, технике стартового разгона и спринту. С его помощью (при участии другого запорожца — Андрея Ткачука), впервые за всю историю бобслея Южной Кореи, корейские бобслеисты завоевали лицензию для участия на Олимпийских Играх-2010 в Ванкувере.

## Тренерская карьера
В 2001—2002 выступал и тренировал олимпийскую сборную Украины по бобслею (стартовый разгон, физическая подготовка и спринт)
В 2004—2008 выступал и тренировал сборную команду Швейцарии по бобслею(стартовый разгон, физическая подготовка и спринт)
В 2009—2010 выступал и тренировал сборную команду Южной Кореи по бобслею (стартовый разгон, физическая подготовка и спринт)
В 2011—2012 работал тренером сборной России по бобслею (стартовый разгон, физическая подготовка и спринт). В 2011 году команда России завоевала золото на чемпионате мира и чемпионате Европы
В 2013—2015 тренер по общефизической подготовке ФК «Металлург» (Запорожье).
В 2015—2016 тренер по общефизической подготовке ФК «Заря» Бельцы.